# Walter Haesler
Walter Theodor Haesler (* 25. Dezember 1926 in Baden; † 19. Juni 2020 in Brugg) war ein Schweizer Psychologe, Psychotherapeut und Kriminologe.

## Leben und Wirken
Haesler promovierte 1954 in Psychologie an der Universität Neuenburg mit einer Arbeit über das Hilfswerk Kinder der Landstrasse. Er wurde Leiter des psychotherapeutischen Dienstes der Strafanstalt Saxerriet und gründete u. a. mit Kurt Marti, Klaus Schädelin und Hans Martin Sutermeister die sog. Schweizerische Gefangenengewerkschaft, deren langjähriger Präsident er war. 1972 gründete er die Schweizerische Arbeitsgruppe für Kriminologie und war einige Jahre lang ihr Präsident. Haesler war zudem chargé de cours an der Universität Heidelberg.
Er war mit einer Psychotherapeutin verheiratet, hatte Kinder und lebte zuletzt im Pflegezentrum Süssbach in Brugg.

## Kritik
Haesler zählt gemäss Thomas Huonker zu einer Gruppe von Forschern der 1950er und 1960er Jahre, die unkritisch mit persönlichkeitsverletzenden Daten des 'Hilfswerks' umgingen. Nach Thomas Huonker zitierte Haesler unkritisch die Arbeiten von Jörger, Moritz Tramer, Robert Ritter und Rudolf Waltisbühl, verwendete dieselben Codenamen für die Familien, die Jörger und der 'Hilfswerk'-Leiter Siegfried geprägt hatten, und übernahm auch deren Werturteil über diese 'familles errantes'. Seine Dissertation sei über weite Teile eine Zusammenfassung und Übersetzung der 'Hilfswerk'-Akten.
Die „Schweizerische Gefangenengewerkschaft“, deren Mitgründer und langjähriger Präsident er war, wurde von der politischen Linken ab den 1970er Jahren zunehmend kritisiert, gar keine Gewerkschaft im eigentlichen Sinne zu sein bzw. die Interessen der Schweizer Justizbehörden zu vertreten; der Verein löste sich in den 1980er Jahren auf.

## Schriften (Auswahl)
- Offender Therapy in a Swiss Prison, In: International Journal of Offender Therapy and Comparative Criminology. Band 12 (September 1968), Nr. 3, S. 127–132.
- Die Beziehungen des infantilen psychoorganischen Syndroms zur Kriminalität. Diessenhofen: Rüegger, 1979
- Stigmatisierung durch Strafverfahren und Strafvollzug. Diessenhofen: Rüegger, 1981
- Weibliche und männliche Kriminalität Diessenhofen: Rüegger, 1982
- Kindesmisshandlung. Diessenhofen: Rüegger, 1983
- Politische Kriminalität und Wirtschaftskriminalität. Diessenhofen: Rüegger, 1984
- Psychisch abnorme und drogenabhängige Rechtsbrecher. Diessenhofen: Rüegger, 1984
- Der Selbstmord. Grüsch: Rüegger, 1986
- Viktimologie. Grüsch: Rüegger, 1986